# LUPIN the Third -峰不二子という女-
『LUPIN the Third -峰不二子という女-』（ルパン ザ サード みねふじこというおんな）は、モンキー・パンチによる漫画作品『ルパン三世』を原作とした日本のスピンオフテレビアニメ作品。2012年4月から6月まで日本テレビにて放送された。全13話。
アメリカ合衆国では、ファニメーションが権利を取得し、英語字幕付ウェブ放送と映像ソフトのリリースを行っている。

## 概要
テレビアニメ『ルパン三世 (TV第1シリーズ)』の放送開始40周年を記念した本作は、シリーズ初の深夜アニメとして制作された。スピンオフ作品では唯一の連続テレビアニメシリーズであり、タイトルは「LUPIN the Third」と表記。
本作では峰不二子に重点を置き、ルパン、次元、五ェ門、銭形警部ら5人の若いころ（時系列上はTV第1シリーズ・第1話以前が該当）の活躍を描いている。深夜アニメであるため、原作版をリスペクトした前衛的かつエロティシズムに溢れたアダルトテイストの作風となっており、従来の作品では少なかった乳首の露出も多い。ルパン達のキャラクターデザインも原作に近いリアルタッチの風貌で描かれている。ルパン三世のテレビシリーズでは初めて、原作漫画の「♂マークと♀マークを絡ませた濡れ場表現」が登場している。本作で確立されたハードかつアダルトな作風は後年に本作のキャラクターデザイン・作画監督の小池健が手がけた劇場用作品『LUPIN THE IIIRD』シリーズにも引き継がれている。
プロデューサーの浄園祐によると、本作の設定は最初の原作漫画が連載された「1960年代後半から1970年代前半」をイメージしているとのこと。ストーリーも従来のテレビシリーズに見られる1話（もしくは前後編）完結とも異なり、1クールのエピソードでストーリーを構成するテレビドラマに近いものをとっており、全13回は歴代テレビシリーズ最短である。ルパンファミリーの若いころの出会いは、既にテレビスペシャル第14作『ルパン三世 EPISODE:0 ファーストコンタクト』でも描かれてはいたが、この時はあくまでルパンの回想として「どこまでが真実で、どこからが虚構か」を曖昧にされていたのに対し、本作は過去の回想ではなくルパンたちの若かった当時を舞台にしたエピソードとして、第1話からスタートしている。
前述の通り峰不二子が主人公のため、『ルパン三世』のアニメシリーズでは初めてルパンが登場しないエピソードが登場し、『TV第1シリーズ』第20話「ニセルパンを捕まえろ!」以来40年ぶりとなる次元が登場しないエピソードも描かれた。本作でメインキャラクター5人が全員登場するエピソードは第12話・第13話のみとなっている。
前年のテレビスペシャル『ルパン三世 血の刻印 〜永遠のMermaid〜』で一新されたキャスティングでのテレビシリーズであり、1995年からルパン役を引き継いだ栗田貫一も連続テレビアニメシリーズとしては初となる。その一方、メインスタッフも『ルパン三世 風魔一族の陰謀』以来の刷新が行われ、大野雄二もテレビシリーズでは初降板となった他、シリーズでは初の女性監督が起用された。
本作のアイキャッチは毎回異なり、エピソードに準じたイラストが登場する。
『ルパン三世officialマガジン』12春号には、第1話が早川ナオヤの作画による漫画版として掲載された。早川の作品は、その作品ごとにキャラクターの容姿まで忠実に再現したものであり、本作もその流れに沿っている。コミカライズ版は、ルパンと不二子には既に面識があることや、冷酷非情な人物として描かれている銭形もコミックリリーフ的な役割になっているなどキャラクターの設定がテレビスペシャル版や『ルパン三世 (TV第2シリーズ)』以降の設定を受け継いだものになっている。
2012年12月に第16回文化庁メディア芸術祭アニメーション部門新人賞を受賞。
2012年9月19日、DVD版とBlu-ray版が発売された。

## 登場人物

### シリーズ・レギュラー
※ 本作で毎回登場するのは、峰不二子のみ。
峰不二子
声 - 沢城みゆき
本作の主人公。ただし、エンディングのキャスト紹介で彼女の名が出てくるのは最初ではない。
『ルパン三世』シリーズを代表する稀代の美女にして悪女。その本心は常に秘密のベールに覆われている。
ルパン三世
声 - 栗田貫一
第1話、第4話 - 第6話、第8話 - 第13話に登場。
『ルパン三世』シリーズの主人公。世界一の大泥棒。
難しい仕事にやりがいを感じ、当人は厄介な物専門のプロの中のプロの泥棒を自称する。
本作では、緑ジャケットを着用している。不二子に惹かれ、様々な事件に巻き込まれる事にもなる。
本作では不二子のことを「俺の退屈を殺してくれる、とびっきりのいいオンナ（あるいはお宝）」と見做して狙っている。
次元大介
声 - 小林清志
第2話、第5話、第8話、第9話、第12話、第13話に登場。
暗黒街屈指のガンマン。かつては殺し屋であったが、ある事件を期に廃業。
ルパンとは張り合ったり、協力したりの関係。当人は「宿無しの文無し」「古風な男」を自称しており、元々女性は苦手。
他作品でもそうだが、本作では特に不二子のことを「性悪女」と見做して敬遠している。
石川五ェ門
声 - 浪川大輔
第3話、第7話、第9話、第11話 - 第13話に登場。
石川五右衛門を先祖に持つ和装の男性で、まだ駆け出しの暗殺者。
斬鉄剣を使った居合い斬りでありとあらゆるものを一刀のもとに斬り捨てる。
本作では不二子のことを「自分と同じで、居場所のない、それを捜している女」と見做して好意を抱いている。また、ルパンや次元と（テレビ第1シリーズで）出会う前で面識はなく、共に行動するシーンはない。
銭形警部
声 - 山寺宏一
第1話、第4話、第6話、第8話、第10話 - 第13話に登場。
本名は銭形幸一。本作での所属は警視庁でもICPOでもなく「SPECIAL POLICE（詳細不明）」。
本作では原作に近い非情でやり手の警察官として描かれており、「ルパン一族を根絶やしにする」ことを公言し、手加減なしでの発砲も辞さない。
本作では不二子のことを「安い泥棒」と見做して軽蔑しており、不二子の色仕掛けにも応じはしたが動じなかった。

### 今作オリジナル
オスカー警部補
声 - 梶裕貴
今作で銭形の部下を務める中性的な容姿をした青年で、年少の頃に銭形に拾われ、警部補の地位まで上り詰めた。
銭形の事を強く慕っている反面、気性の荒くなり易い情緒不安定な一面を持ち、時として自身の感情から暴力的な言動に出る。
非常に荒んだ過去の持ち主でもあり、右肩に入れ墨がある。たった1フランのコインを守る為に不良少年達と揉め事を起こし、川に転落したところを銭形に救われているが、彼からは「誇りを守った」と賞賛されている。
恩人である銭形への敬愛や思慕が強い愛情へと変わっていくが、銭形と情交した上に自らの感情を利用して騙した不二子に対し、激しい嫌悪と憎悪を抱くようになる。また徐々に銭形との間に溝が生まれていった結果、銭形への思いが歪んだ暴走へと変節していき、遂には不二子に成りすました盗みの犯罪だけでなく、それを目撃した警察官の殺人にまで走ってしまう。更には自身の心の歪みからアルメイダ伯爵にも目をつけられてしまい、彼に言われるがままセーヌ川の橋に爆弾を仕掛けるが、自らの犯行である事に気付いていた銭形に諭された事で自身の過ちに気付き、身を呈して橋の爆破を防ぎ、消息不明となる。
しかし、アルメイダ伯爵の部下達によって回収され、誘拐された女性達と同様にアイシャの記憶を植え付けられてしまったようで、グラウコス・パークの「不二子の館」で、傀儡の一人として銭形の前に立ちはだかる。身を挺した銭形の説得を受けるものの、銭形の心には不二子しかないと思い込んでいたオスカーは絶望。タンクローリーに乗って、自らの死に場所を求めるかの様に不二子の館を大火災にする。その後の去就は不明。
ルイス・勇・アルメイダ伯爵
声 - 古舘寛治
医療マフィアの顔を持つグラウコス製薬の老伯爵。
倒錯した思考の持ち主で、多くの美少女を集めては人体実験に利用したり自らの欲望の捌け口にしていた。特にフリッツ・カイザーの娘であるアイシャに対しては、心の奥底に重度のトラウマを植え付ける程の非道を行っていた。
実は既に死亡しているが、ある人物が成り代わっており、ルパンに不二子を盗むよう依頼している。死後はその事実を隠す為、グラウコス・パークに存在するアルメイダ城に半ばミイラ化した遺体が安置されており、遺体には白いフクロウの仮面を被らされている。
物語冒頭に登場した狂気の宗教団体「フロイライン・オイレ教団」は、自らが牛耳るグラウコス製薬の実験施設としての側面も持っている。また、フロイライン・オイレを吸った者は、幻覚によって他人が梟頭に見えるようになる。
梟頭 / ミネルバの梟
声 - 長克巳 / 橋本一子（アイシャの母親）
アルメイダ伯爵の執事を名乗る人物。
茶色いフクロウの仮面を被り、アルメイダ伯爵の死後もある人物に従い、ルパンや関係人物と接触する。
正体はアイシャの母親で、フリッツ・カイザーと共に研究をしていた女性科学者。アルメイダが娘に歪んだ劣情を抱いていた事実には気付いていたが、結局は彼に逆らう事が出来ず、娘のアイシャを助けようとしなかった。アルメイダの死後、助けなかった自身に後悔した結果、その研究を自ら引き継いだアイシャに、フクロウの仮面を被る形で従い続けていた。
グラウコス製薬のあった街に訪れたルパンに夫やアイシャに関する過去を見せ、グラウコス・パークにて、新たにルパンに「不二子の殺害（正確には不二子を使ったアイシャの偽りの人生を終わらせる）」を依頼し、激突。その際、彼に正体を感付かれ、不二子やアイシャの前でその正体を明かされる。最終的にルパンによってアイシャを連れて行かれ、それを止めようとするも、不二子からアイシャの人生を滅茶苦茶にしただけでなく、優しい母親の面影さえ与えなかった事実を指摘され、「母親」としてではなく「執事」としてアイシャの事を託した。
Dr.フリッツ・カイザー
声 - 高岡瓶々（クレジットでは「博士」と表記）
13年前に薬品流出事故で壊滅した街オイレンシュピーゲルにあるグラウコス製薬の研究所に勤めていた科学者。
自分の娘であるアイシャをフロイライン・オイレの試験体として人体実験していた。しかし、アルメイダが穢れた劣情をアイシャに抱いていた事実までは気付けず、最終的には実験も失敗する事になり、自身もまたアルメイダの策謀によって殺害されている。
アルメイダが不二子を欲する理由を突き止めるべくグラウコス製薬のある街に訪れたルパンが、フロイライン・オイレの幻覚に苦しめられる中、幻影となってその姿を現し、13年前に起きた事件や娘であるアイシャの過去について語っている。
アイシャ
声 - 小林沙苗
フリッツ・カイザーの娘で、本作の真の黒幕でもある。
アルメイダ伯爵から数々の非道な仕打ちを受けた挙句、記憶改竄の人体実験の結果、意識障害で寝たきりとなっていた。そんな中、アルメイダ伯爵の死を迎える事になったのだが、その時は自身も余命幾許も無い常態となってしまった事で、他者の人生に執着するようになり、その実験を引き継ぐ。
少女達に自分の記憶を植え込んで自分の人生のifを試みようとしたものの、いずれも解放した途端に精神が崩壊してしまう形で失敗し続ける。そんな中、フラフラの秘宝を狙い、メイドとして現れた不二子を新たに実験の対象とし、そのIFの願いをかなえる。不二子が作中にて度々イメージしていたアルメイダに関する記憶等も、元々はアイシャが経験したものである。
しかし、不二子が自らの植え付けた偽りの過去を無意識に封印したことに憎悪するようになり、封印された記憶を、苦しみを与え続ける形で復活させようと画策。最終的にはルパンによって真実の全てが明かされる事になり、彼や不二子によって外の世界に連れ出されたアイシャは、海で自由に戯れ輝いている不二子の姿を見ながら、その悲しい生涯に幕を閉じた。

### ゲストキャラクター
第1話「大泥棒VS女怪盗」
教祖
声 - チョー
「フロイライン・オイレ教団」の教祖でフラフラ様と呼ばれる。
本拠地のフロイライン・オイレ島で精製した麻薬を「秘宝フラフラの灰」と称し、信者を薬漬けにしていた。それをルパンと不二子によって盗まれそうになり、島を爆破して逃亡しようとしたが、駆け付けた銭形によって逮捕された。
第2話「.357マグナム」
チッチョリーナ
声 - 田中敦子
マッケローネの未亡人にしてイタリアン・マフィアのボス。
カジノ勝負で不二子に勝ち、夫を殺して裏切った次元のマグナムを盗んで誘い出し、最後を見届けるように依頼する。マッケローネの生前から、自殺未遂を繰り返していた。
自らの筋書きどおり、次元の手によって射殺された。
マッケローネ
声 - 内田直哉
回想シーンに登場。イタリアン・マフィアのボス。次元を用心棒として雇っていた。チッチョリーナを深く愛している。
次元とチッチョリーナの仲を妬んで次元を殺そうとしたが、誤ってチッチョリーナに殺される。
ペンネ
声 - 勝杏里
マッケローネの部下。
チッチョリーナの愛人であり、組織を乗っ取るために彼女と共謀して次元を罠に掛けた。用済みとなった次元を殺そうと待ち構えていたが、返り討ちにされる。
林沈々
声 - 多田野曜平
マッケローネの死後、その縄張りを奪ったチャイニーズ・マフィアのボス。
マッケローネの組織を抜けた次元を用心棒として雇った。次元からマグナムを盗むため、不二子が愛人として取り入った相手。
第3話「淑女とサムライ」
トランク・ゲオルブ
声 - 立川三貴
アストリア公国の国王。王位を狙うシュメイト男爵に命を狙われる。
フランク
声 - 牛山茂
トランク国王の執事。国王を守る警備兵の指揮を任されている。
マルコ
声 - 小林由美子
トランク国王の孫。
両親は3年前に自動車事故で亡くなっているため次期国王候補となる。日本のサムライに憧れている。
姉にルイーズ（声 - 武田華）とグレース（声 - 津村まこと）がいる。
シュメイト男爵
声 - 野中秀哲
次期国王の座を狙い五ェ門にトランク国王の暗殺を依頼する。
口封じのために五ェ門諸共トランク国王を殺そうとするが失敗し、フランクによって逮捕された。
シュメイト夫人
声 - 山崎美貴
トランク国王の娘でシュメイト男爵の妻。亡き兄夫婦の子供たちの身を案じている。
第4話「歌に生き、恋に生き」
支配人
声 - 山野井仁
舞台の支配人。
由緒あるオペラ劇場であるゲルニラ宮に巣食うと言われる怪人「幽霊」のことを裏方たちの験担ぎと判断しており、全く信じていない。
ノーラ
声 - 東條加那子
5年前まで小道具をしていた女で、アイヤーンに歌の教育を施されアイヤーンに成り代わっており、舞台ではスカルピン（声 - 髙階俊嗣）を相方として主役を演じた。
アイヤーン・マイヤー
声 - 深見梨加（クレジットでは「真アイヤーン」と表記）
仮面のオペラ歌手。ソプラノ・ドラマティコ・アジリタ（速く、軽やかで劇的なソプラノ歌手）。
過去の事件で顔が焼け爛れており、それ以来宝石を散りばめたアジリタの仮面をつけて舞台に出ているとされていたが、実際はダレンゾと恋に落ちた後、自ら薬品で顔を焼き、その火傷を口実に仮面をつけたノーラに影武者をさせて、自身は地下のカタコンベで密かに暮らしていた。
ダレンゾ
声 - 仲野裕
ゲルニラ宮の「幽霊」はいると主張する大道具。
「幽霊」を演じ、地下迷宮さながらのゲルニラ宮で暗躍する。
第5話「血塗れた三角」
少年
声 - 矢島晶子
エジプトの少年。
次元に露天のゲームで死者の審判を持ちかけ、その間にペットの猿を使って次元の荷物を盗んだ。
老婆
声 - 京田尚子
質屋の老婆で、次元に紅羽の笑孔雀を探す仕事を持ちかける。
第6話「愛の牢獄」
イゾルデ・ブラッハ
声 - 慶長佑香（クレジットでは「真イゾルデ」と表記）
女学園の転入生。亡父が遺したペンダントを持っている。
教師として女学園に潜入した峰不二子に憧れ、彼女と親しくなるが、嫉妬にかられたアンゼリカたちからイジメを受ける。
しかし、その正体は本人に変装して学園に潜入したオスカー警部補であり、本物のイゾルデは回想シーンにしか登場しない。
アンゼリカ
声 - 桑島法子
不二子に憧れる女学園の生徒たちのリーダー。
イゾルデが不二子と親しくなったことに嫉妬し、苛めるが逆に篭絡され、イゾルデの命令によりルパン逮捕に協力する。
第7話「音楽と革命」
フィラデル・ケスト
声 - 東地宏樹
中米の小国カリーブで新政府を樹立した革命組織「血染めの契り」のリーダー。
国連演説へ向かう途中、搭乗機を旧政権の残党にハイジャックされ命を狙われるが、不二子と五ェ門に助けられる。自らの暗殺を謀った不二子の企みを知ったうえで側に置くなど、肝の据わった人物である。
大統領
声 - 有本欽隆
超大国ヤメリカーナ合衆国の大統領。
共産陣営の増強を防ぐためハイジャック機ごとケストの暗殺を謀って戦闘機を出撃させるが、本人は暗殺という汚い手段に乗り気ではない。
書記長
声 - 宝亀克寿
ヤメリカーナと対立する超大国ロニアニア連邦の書記長。
共産政権となったカリーブに核ミサイル基地を建設しようとしており、ケスト暗殺を防ぐために戦闘機を出撃させ、全面戦争の危機を招く。
第8話「命日」
シトト・チャンドラ
声 - 谷口節
命日を記した石版の世界樹で、依頼人の命日を当てる占い師。命日を言い当てられた人物は皆、ルパンの犯罪の被害者達だった。
かつては本当に命日を見ることの出来た占い師であったが、能力が衰え石版が読めなくなりアルメイダ伯爵と契約し、その意を受けて依頼人達の命日を指定するようになっていた。終盤で力が復活したものの、不二子に殺される。
依頼人
声 - 島香裕
次元に仕事を依頼した人物。
シトトに命日を占われていた。死亡した時はシトトの石版を破壊して欲しいと依頼し、占いのとおりの命日に死亡する。
実は効果時期をコントロールできる毒薬カプセルを飲まされていた。
第9話「湯けむり慕情」
万華鏡女
声 - 嶋村侑
天才画家ナールタールエイデンによって幼少時に全身に入れ墨を入れられ、「生きた絵画」にされた女性。
成長とともに色と構図が変化する「芸術品」として扱われてきたため、言葉さえ話せず反応は幼子と変わらない。
端海温泉街の見世物小屋で闇オークションにかけられたところを、ルパンに拉致される。不二子に強い殺意を向けられるが、ルパンと次元により阻まれ、入れ墨を隠されて解放される。
第10話「死んだ街」、第11話「愚か者の祭」、第12話「峰不二子という女（前篇）」、第13話「峰不二子という女（後篇）」
詳細は#今作オリジナルの項を参照。

## スタッフ
- 原作 - モンキー・パンチ（MPワークス ルパン三世officialマガジン刊）
- 企画 - 加藤州平、加藤良太
- エグゼクティブプロデューサー - 奥田誠治
- 監督 - 山本沙代
- シリーズ構成 - 岡田麿里
- キャラクターデザイン・作画監督 - 小池健
- 美術監督 - 田村せいき（アニメ工房婆娑羅）
- 美術設定 - 宮野隆
- 色彩設計 - 茂木孝浩
- プロップデザイン - 森山洋
- 撮影監督 - 山田豊徳（サンジゲン）
- 編集 - 長坂智樹（JAYFILM）
- 音楽 - 菊地成孔
- 音楽プロデュース - 渡辺信一郎
- 音響監督 - 清水洋史（東北新社）
- 音楽制作 - トムス・ミュージック、日本コロムビア
- 文芸担当 - 鈴木常泰
- 制作担当 - 藤吉美那子
- アシスタントプロデューサー - 進藤友博、中谷諭史
- プロデューサー - 中谷敏夫、浄園祐、岩佐直樹
- チーフプロデューサー - 菅沼直樹、尾崎穏通
- アニメーション制作 - TMS/Po10tial
- 企画・制作 - 日本テレビ
- 製作・著作 - トムス・エンタテインメント

## 主題歌
オープニングテーマ「新・嵐が丘」
作詞・作曲・編曲 - 菊地成孔
演奏 - 菊地成孔とペペ・トルメント・アスカラール feat.橋本一子
エンディングテーマ「Duty Friend」
作詞・作曲・歌 - NIKIIE / 編曲 - 中島ノブユキ

## 各話リスト
| 話数   | サブタイトル              | 脚本         | 絵コンテ                    | 演出                                | 作画監督                                                                         |
| ------ | ------------------------- | ------------ | --------------------------- | ----------------------------------- | -------------------------------------------------------------------------------- |
| 第1話  | 大泥棒VS女怪盗            | 岡田麿里     | 山本沙代                    | 高橋亨                              | 小池健                                                                           |
| 第2話  | .357マグナム              | 三次五子     | 花田五郎、山本沙代 殿勝秀樹 | 殿勝秀樹                            | 竹上貴雄、依田正彦 小林理                                                        |
| 第3話  | 淑女とサムライ            | 佐藤大       | 佐野隆史                    | 土屋康郎                            | もんちあきら、梅津茜 加藤洋人、斎藤大輔 竹上貴雄                                 |
| 第4話  | 歌に生き、恋に生き        | 岡田麿里     | 高橋敦史                    | 山内東生雄                          | 清水洋 依田正彦・久保川絵梨子・竹上貴雄（レイアウト）                            |
| 第5話  | 血濡れた三角              | 大西信介     | 板垣伸                      | 板垣伸                              | 板垣伸、横山謙次 青井清年、Shin Hyung Woo                                        |
| 第6話  | 愛の牢獄                  | 岡田麿里     | 中村章子                    | 中村章子 殿勝秀樹                   | 中村章子、竹上貴雄 斎藤大輔、梅津茜                                              |
| 第7話  | 音楽と革命                | 佐藤大       | 西森章                      | 西森章                              | もんちあきら、関口雅浩 小林理、村松尚雄                                          |
| 第8話  | 命日                      | 西村ジュンジ | 高橋敦史                    | 高橋亨                              | 依田正彦、石川晋吾 CHOI KYUNG SEOK 藤崎賢二、阿部智之                            |
| 第9話  | 湯けむり慕情              | 岡田麿里     | 米たにヨシトモ              | 土屋康郎                            | 清水洋、依田正彦 加藤洋人、Sin Jai Ik Kim Dong Sik、Kim Gi-Nam                   |
| 第10話 | 死んだ街                  | 佐藤大       | 大橋誉志光                  | 菱川直樹                            | もんちあきら、竹上貴雄 斎藤大輔、小林理                                          |
| 第11話 | 愚か者の祭                | 岡田麿里     | 袋小路ピーチク              | 梟小路パーチク 立川譲               | 依田正彦、竹上貴雄 石川晋吾、嶋謙一                                              |
| 第12話 | 峰不二子という女 （前篇） | 岡田麿里     | 横山彰利                    | 原田奈奈 須藤真                     | 枕宏、小美戸幸代 南紳一郎、外崎春雄                                              |
| 第13話 | 峰不二子という女 （後篇） | 岡田麿里     | 横山彰利 山本沙代           | 須藤真、菱川直樹 土屋康郎、山本沙代 | 小池健、石川晋吾、清水洋 森山洋、斎藤大輔、竹上貴雄 依田正彦、佐野隆史、阿部智之 |

## 放送局
| 放送期間               | 放送時間                     | 放送局     | 対象地域   | 備考   |
| ---------------------- | ---------------------------- | ---------- | ---------- | ------ |
| 2012年4月5日 - 6月28日 | 木曜 1:29 - 1:59（水曜深夜） | 日本テレビ | 関東広域圏 | 制作局 |
| 2012年4月16日 - 7月9日 | 月曜 1:50 - 2:20（日曜深夜） | 南海放送   | 愛媛県     | [ 14 ] |

| 配信開始日   | 配信時間                   | 配信サイト         | 備考 |
| ------------ | -------------------------- | ------------------ | ---- |
| 2012年4月5日 | 木曜 1:30（水曜深夜） 更新 | 日テレオンデマンド |      |
| 2012年4月6日 | 金曜 0:00（木曜深夜） 更新 | GYAO!              |      |
| 2012年4月7日 | 土曜 12:00 更新            | バンダイチャンネル |      |

## 評価
『青の祓魔師』の原作者の加藤和恵は本作について「ルパン作画ちょーすてき」「このルパンといい、墓場鬼太郎といい、新しい劇場版ドラえもんといい、原作漫画の絵の濃いい特徴をすごくうまく取り入れた作画が最近多くてすごくいいな～」とツイートしている。
加藤夏希は本作について「今までの『ルパン三世』シリーズで描かれてきた峰不二子より、より女らしいというか、女を武器に使っている不二子が観られます。声優さんが、私の友人の沢城みゆきちゃんなんですが、かなりセクシー。女性が観てもドキドキしますよ。不二子が終始、裸なので(笑)。プロポーションがすごくいい。あんなに細いウェストにはなれないですけど」｢より女性が憧れるスタイルになっているんですよ。音楽もすごくかっこいいですし。観ながら、美意識を高めなくちゃ、ってすごく思いました。自分に活が入るぐらい、不二子は美しいです。1話完結なので、観やすいですし。」とコメントしている。
山本美月は本作について｢それまで見てきた『ルパン三世』の雰囲気とは違う、エロティックだけど品がある、おしゃれな世界観が好きで。だから女性監督が作っていると知って納得。サントラを買うくらい音楽も好きで、3話で子どもたちが歌っていた『サムライフレンド』が一時期頭から離れないことがあった(笑)」｢沢城みゆきさんの声も素敵だし、ひとりで生きてられるくらい強い人なのに『女から隠し事を取ったら何も残らないわ』って言ってしまうのもすごく好き。男性を理解しているから消費されないように動けて、自分を守ることができるのは本作にカッコいい。私はきっと、そういう人に憧れをかんじてしまうんだと思う」とコメントしている。